# Aeroport de Sanza Pombo
L'aeroport de Sanza Pombo (codi IATA: ---, codi OACI: FNPB) és un aeroport que serveix Sanza Pombo a la província de Uíge a Angola. La pista d'aterratge es troba a 7,5 kilòmetres al nord-oest de la ciutat. De construcció recent podria haver allargat la pista utilitzable aproximadament 1400 m.